# 杨思琪
杨思琪（2009年2月10日—），四川省凉山彝族自治州会理市益门镇人，中国冲浪运动员，代表中国代表团参加2024年夏季奥林匹克运动会冲浪比赛，是该代表团历史上首个参加奥运会冲浪项目的运动员。
杨思琪8岁时进入凉山州业余体育学校学习柔道，之后经家人推荐进入四川省邛海水上运动学校练习帆船，9岁时正式进行冲浪训练，2019年进入国家队。她在接触冲浪运动之前从未见过大海，并克服了对水的恐惧。

## 主要成绩
2019年在第二届青年运动会冲浪比赛中，获得乙组女子短板团体赛第二名，个人第四名。在2020年获得全国冲浪锦标赛U15组和U18组女子短板冠军。
在2023年世界冲浪运动会，她首次晋级32强。在2023年全国冲浪锦标赛获得女子公开组短板冠军。
在2024年世界冲浪运动会上获得巴黎奥运会参赛资格，成为首位参加奥运会冲浪比赛的中国选手。